# MSCI
MSCI Inc. (anteriorment Morgan Stanley Capital Internacional i MSCI Barra) és un ponderador nord-americà de fons de capital inversió, deute, índexs de mercats de valors, de fons de cobertura i altres eines d'anàlisi de carteres. Publica el MSCI BRIC, MSCI World, MSCI Europe i MSCI EAFE Indexes. La companyia té la seva seu a la torre 7 del World Trade Center a Manhattan, Nova York, EE. UU.

## Història
El 1968, Capital International va publicar índexs que cobrien el mercat borsari mundial per a mercats no nord-americans. El 1986, Morgan Stanley va llicenciar els drets dels índexs de Capital International i va qualificar els índexs com els índexs de Morgan Stanley Capital International (MSCI). Als anys vuitanta, els índexs MSCI eren els principals índexs de referència fora dels EE. EUA abans de ser units per FTSE, Citibank i Standard & Poor's. Després que Dow Jones va començar a surar ponderant els seus fons díndex, MSCI va seguir. El 2004, MSCI va adquirir Barra, Inc., per formar MSCI Barra. A mitjan 2007, l'empresa matriu Morgan Stanley va decidir desprendre's de, i potser spin off, MSCI. Això va ser seguit per una oferta pública inicial d'una minoria d'accions el novembre del 2007. La cessió es va completar el 2009. La companyia té la seu a la ciutat de Nova York.

## Adquisicions
MSCI va adquirir RiskMetrics Group, Inc. i Measurisk el 2010, així com Investment Property Databank el 2012. El 2013, MSCI va adquirir Investor Force d'ICG Group (anteriorment Internet Capital Group). L'agost del 2014, MSCI va adquirir GMI Ratings.

## Índexs
Els índexs MSCI Global Equity es publiquen des del 1969 i inclouen MSCI World i MSCI EAFE. Inicialment, la companyia va utilitzar vuit factors per a l'anàlisi dels fons esmentats: moment, volatilitat, valor, mesura, creixement, evolució, liquiditat i palanquejament financer.